# Лухтонга (река)
Лухтонга (Лухтомга, Ухтомга, Лупольга) — река в России, протекает в Коношском районе Архангельской области и Вожегодском районе Вологодской области. Устье реки находится в 294 км по правому берегу реки Кубена. Длина реки составляет 38 км.

## География
Река Лухтонга берёт начало северо-западнее посёлка Ерцево Архангельской области. Течёт на юго-восток, в верхнем течении на реке стоят посёлки Ерцево и Лухтонга, деревня Поповка. В Лухтонге реку пересекает мост автодороги «Коноша — Вожега». Затем река входит в ненаселённый заболоченный лесной массив, где пересекает границу с Вологодской областью. Крупнейшие притоки — Сенная и Звеглевица (правые).

## Данные водного реестра
По данным государственного водного реестра России относится к Двинско-Печорскому бассейновому округу, водохозяйственный участок реки — озеро Кубенское и реки Сухона от истока до Кубенского гидроузла, речной подбассейн реки — Сухона. Речной бассейн реки — Северная Двина.
Код объекта в государственном водном реестре — 03020100112103000005290.